# City of Maribyrnong
City of Maribyrnong – obszar samorządu lokalnego (ang. local government area), położony w zachodniej części aglomeracji Melbourne. Maribyrnong powstało w 1994 roku z połączenia Footscray oraz części Sunshine. Obszar ten zamieszkuje 63 141 osób (dane z 2006). 40% mieszkańców Maribyrnong urodziło się po zagranicami Australii, głównie są pochodzenia wietnamskiego (11,3%). Zlokalizowane są tu dwa kampusy Victoria University.  

## Dzielnice

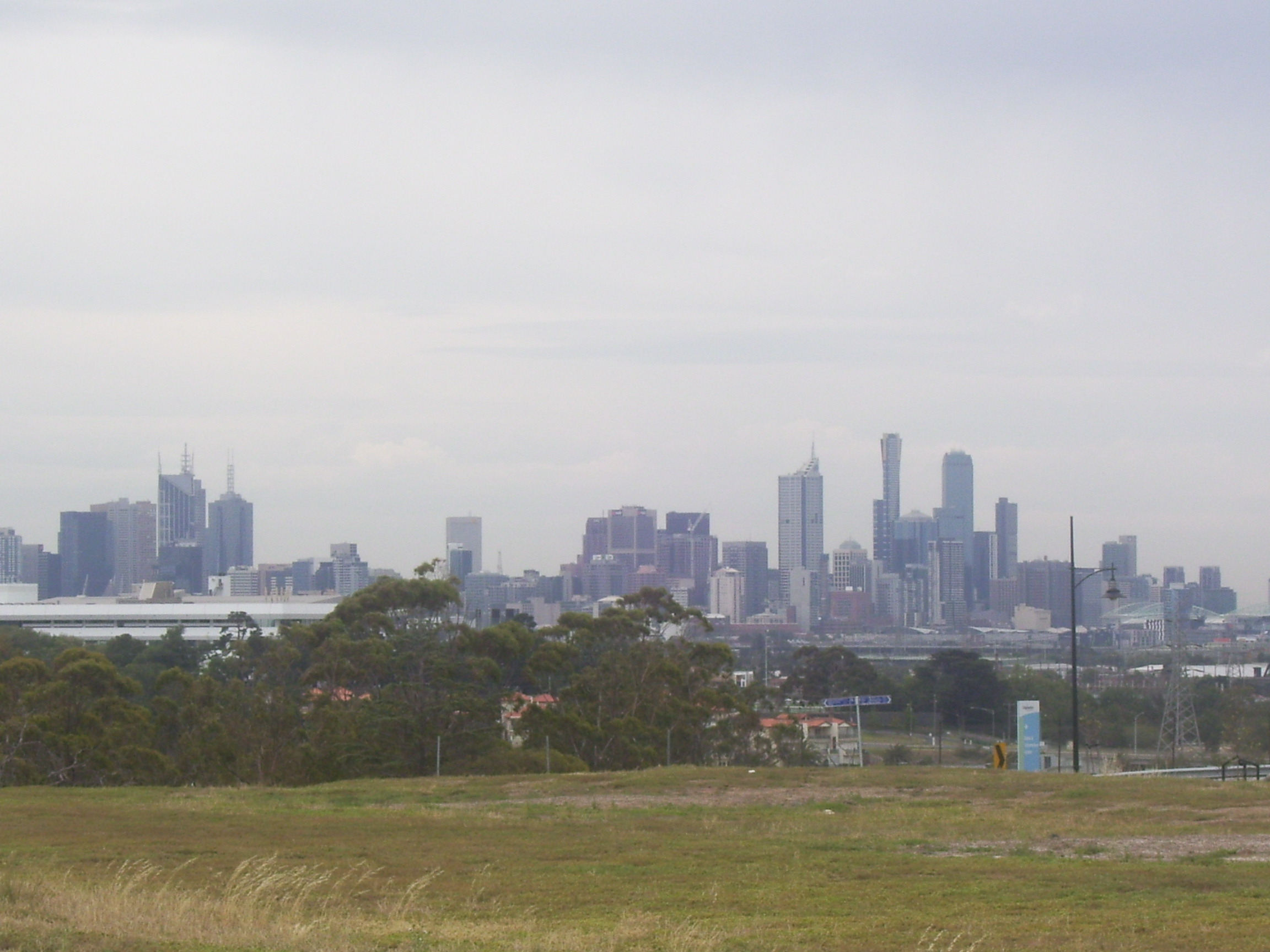
Widok z CBD Skyline, Gordon Street (Maribyrnong)

- Braybrook
- Footscray
- Kingsville
- Maidstone
- Maribyrnong
- Seddon
- Tottenham
- West Footscray
- Yarraville